# Gulshan Kumar
Gulshan Kumar Dua (Nuova Delhi, 5 maggio 1956 – Mumbai, 12 agosto 1997) è stato un produttore cinematografico e produttore discografico indiano, fondatore della casa discografica T-Series.
Durante la sua vita produsse quindici lungometraggi di Bollywood.
Nel 1997 fu assassinato dall'organizzazione criminale di stampo mafioso D-Company. Dopo la sua morte, T-Series venne gestita da suo fratello Krishan Kumar e suo figlio Bhushan Kumar. Le sue figlie Tulsi Kumar e Khushali Kumar sono entrambe cantanti.

## Biografia

### Le origini
Gulshan Kumar nacque in una famiglia punjabi indiana. Suo padre, Chandrabhan Kumar Dua, era un venditore di succhi di frutta che lavorava nelle strade del quartiere di Daryaganj, nel cuore di Delhi. Gulshan iniziò a lavorare col padre fin da giovane.

### L'assassinio
Kumar perse la vita il 12 agosto 1997, in una sparatoria fuori dal Jeeteshwar Mahadev Mandir, un mandir dedicato a Shiva al quale si recava tutti i giorni. Durante l'attentato, eseguito da un'organizzazione criminale chiamata D-Company, fu raggiunto da sedici colpi. Il compositore Nadeem Saifi del duo musicale Nadeem–Shravan fu accusato di aver commissionato l'omicidio a causa di una disputa personale e lasciò il paese. Il 9 gennaio del 2001 Abdul Rauf Merchant (conosciuto come "Raja") confessò di essere stato il colpevole. Il giudice Tahilyani condannò Rauf all'ergastolo, dichiarando di non poter applicare la pena di morte in quanto l'accusa non riuscì a dimostrare che Rauf fosse un sicario. La polizia sostenne che Saifi pagò Abu Salem, un socio di Dawood Ibrahim per assassinare Kumar, ed il lavoro fu affidato proprio a Rauf. Il corpo di Kumar fu cremato in uno shmashana a Delhi, secondo il volere della famiglia.

## Media

### Cinema e televisione
- Nel 2017, T-Series annunciò la produzione di un film biografico sulla vita di Kumar, dal nome Mogul.[11]